# Torneio de Inverno de Moça Bonita
O Torneio de Inverno de Moça Bonita foi um torneio amistoso internacional disputado em agosto de 1999 com a participação do Bangu Atlético Clube, Madureira Esporte Clube, Serrano Football Club  e a Brown University (EUA). A equipe do Bangu se sagrou campeã do torneio.

## Campanha do Bangu
| Data  | Time  |        | Placar |                | Time             | Estádio     |
| ----- | ----- | ------ | ------ | -------------- | ---------------- | ----------- |
| 21/08 | Bangu | Brasil | 4 x 0  | Estados Unidos | Brown University | Moça Bonita |
| 22/08 | Bangu | Brasil | 1 x 0  | Brasil         | Serrano          | Moça Bonita |